# Chã das Caldeiras (caldera)
La Chã das Calderas ("Llanura de las calderas"), a veces abreviada Chã ("Llanura"), es una caldera en la isla de Fogo, Cabo Verde. Con un diámetro de 9 km y abierto al este, está rodeado al oeste por la bordeira, una muralla montañosa que se eleva hasta los 2.700 m (8.858 pies). Fue hecho por la erupción del Monte Armarelo, que fue reemplazado por el más pequeño Pico do Fogo.

## Geografía

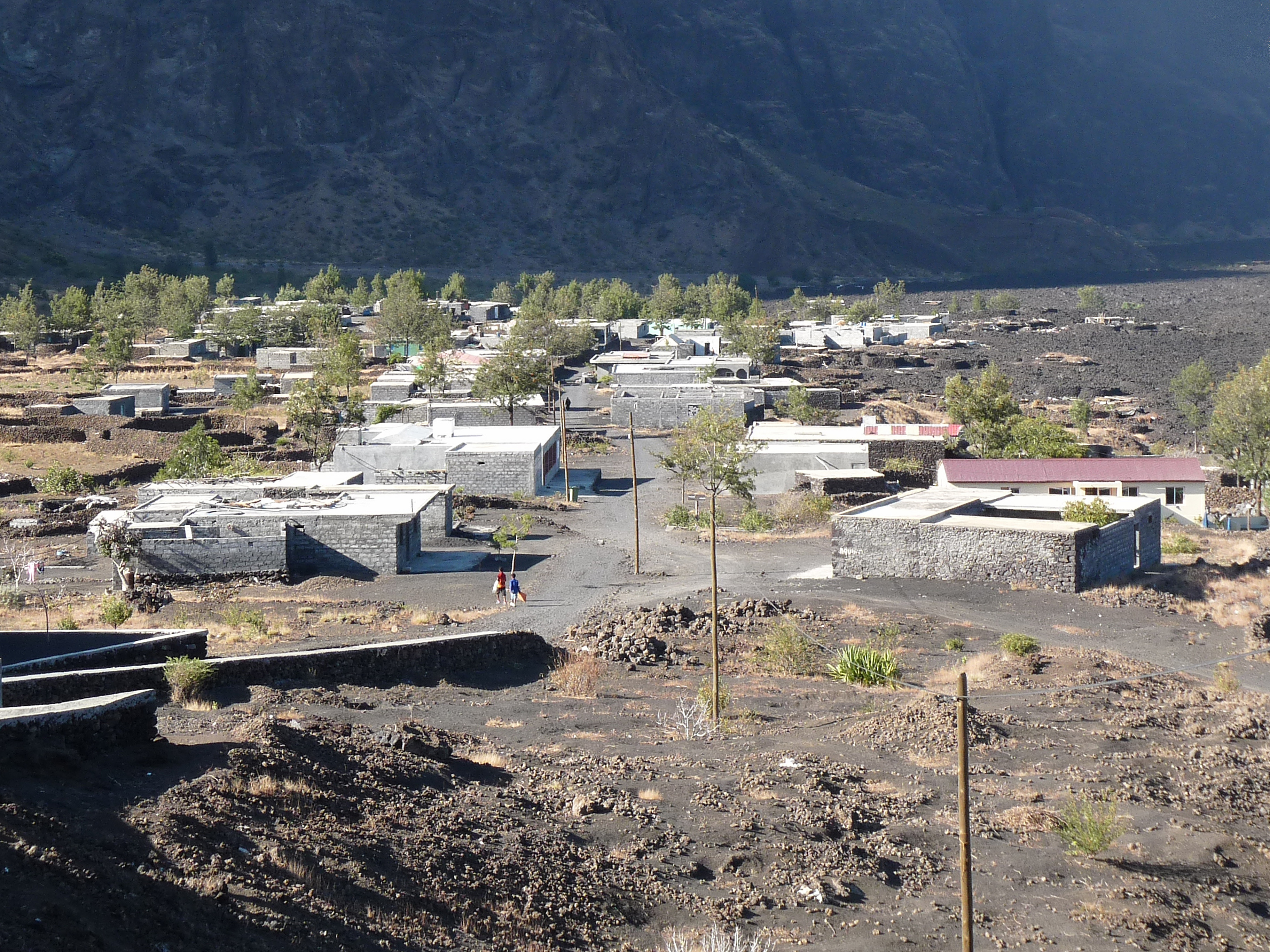
Vista de la ciudad de Bangaeira.

La Chã das Caldeiras se encuentra en el suroeste de Cabo Verde y ocupa el noreste de la isla de Fogo. Es compartida entre los municipios de Mosteiros al norte y Santa Catarina do Fogo al sur.
Aproximadamente 700 personas viven permanentemente en el interior de la caldera, en los pequeños pueblos de Bangaeira y Portela; estos pueblos están a unos 1.700 m (5.577 ft), donde a veces la temperatura llega a 0 °C (32 °F). Parte del Parque Nacional de Fogo, es uno de los principales destinos turísticos de Cabo Verde. Se accede por una sola carretera central de 35 km de São Filipe.
La vegetación es escasa, pero en ella crecen varias plantas endémicas, especialmente Echium vulcanorum (lingua-de-vaca) y Erysimum caboverdeanum (crabo bravo) que no se encuentran en ningún otro lugar. Otras son Sarcostemma daltonii (gestiba), Verbascum cystolithicum (mato-branco), Lavandula rotundifolia (aipo) o Euphorbia tuckeyana (tortolho).

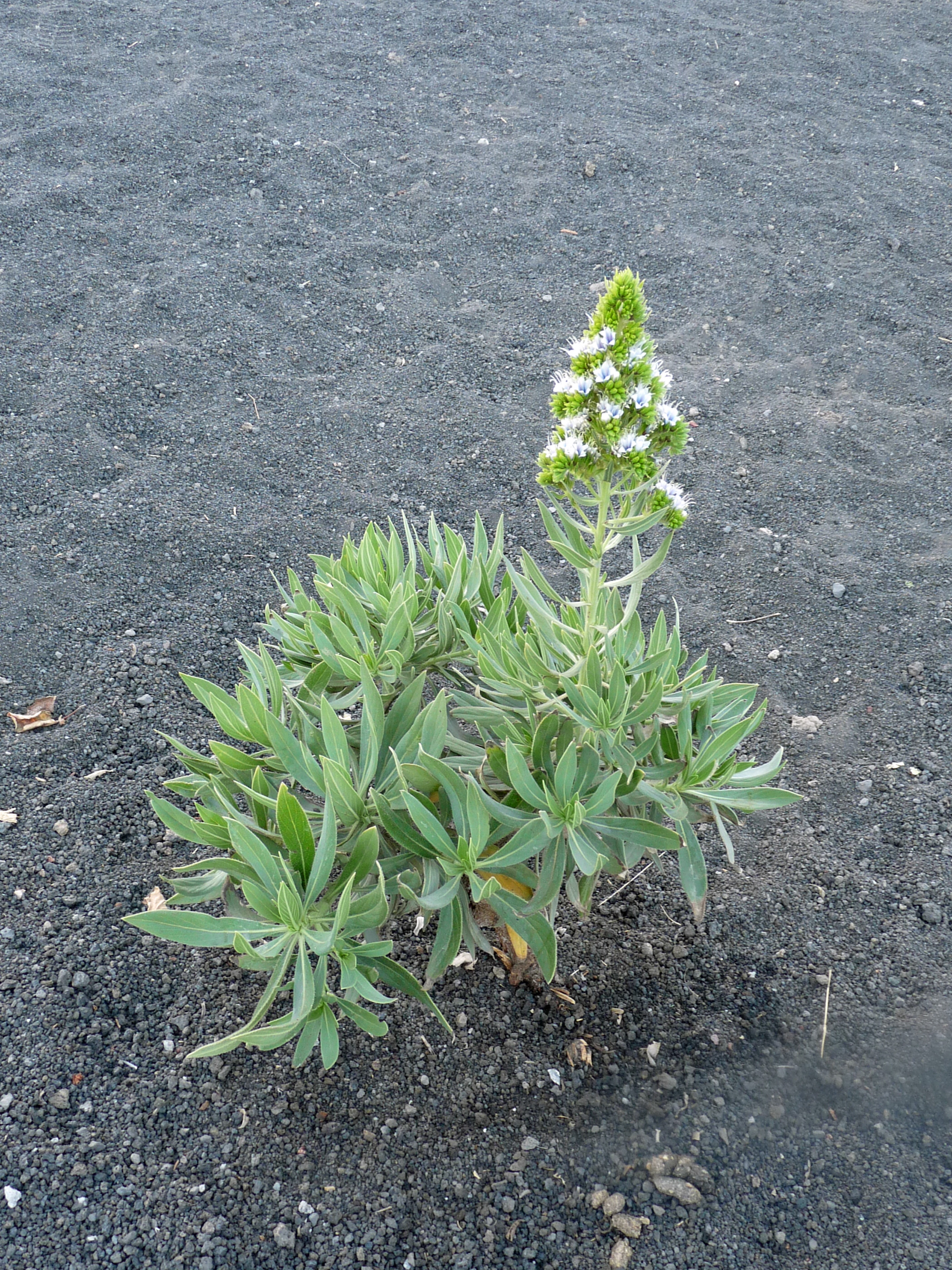
Echium vulcanorum
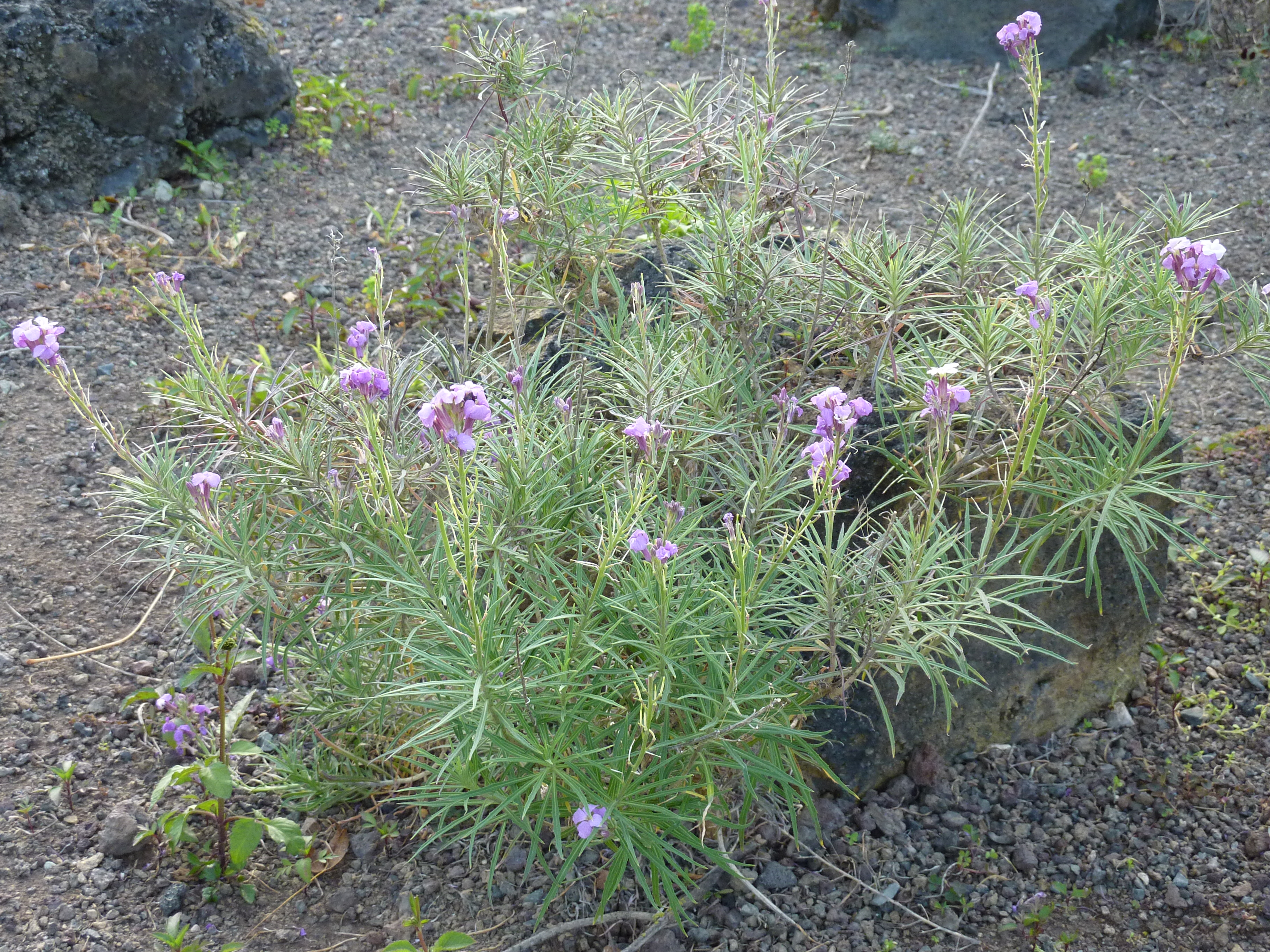
Erysimum caboverdeanum (cultivada en Gran Canaria)
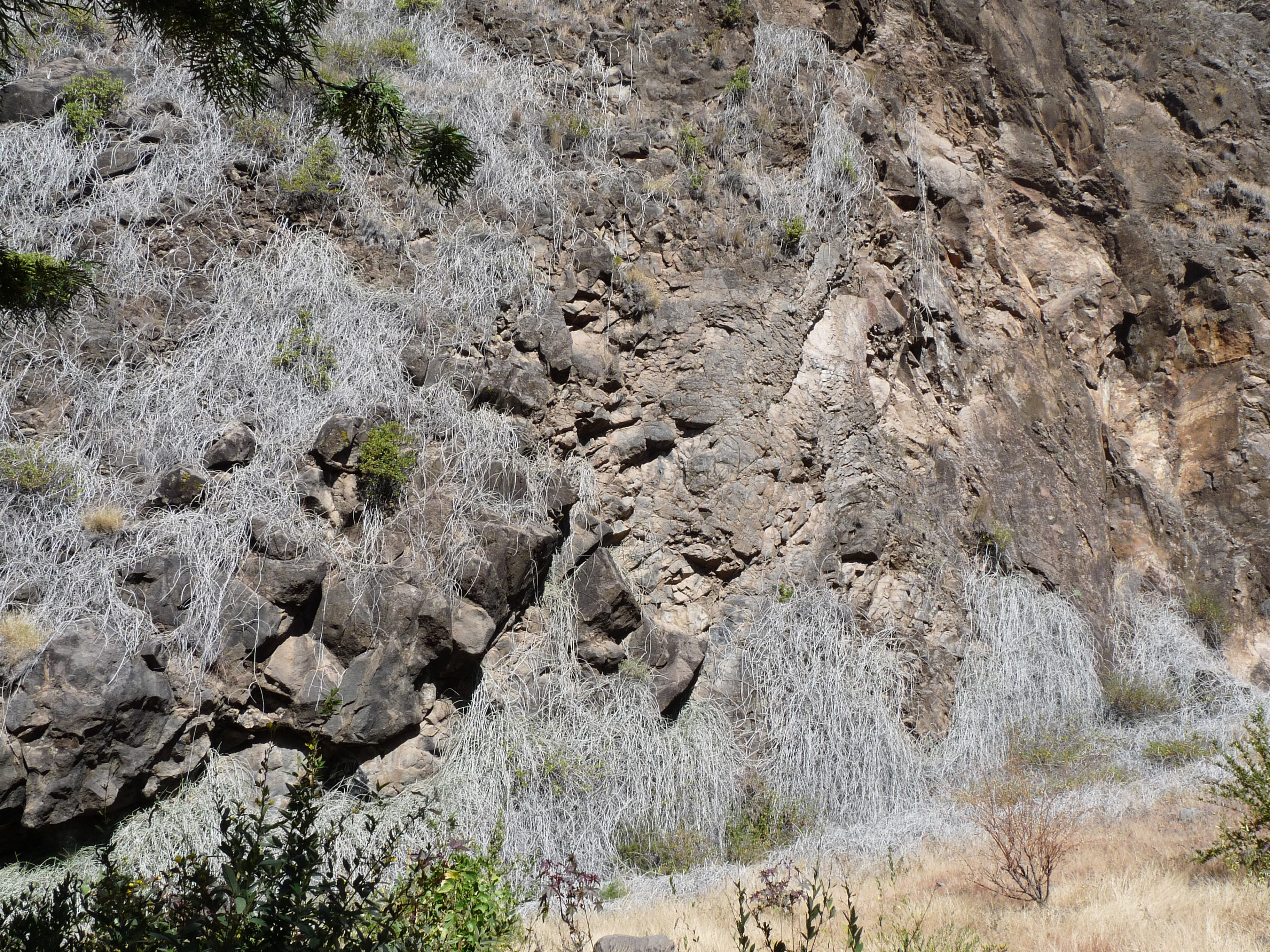
Sarcostemma daltonii
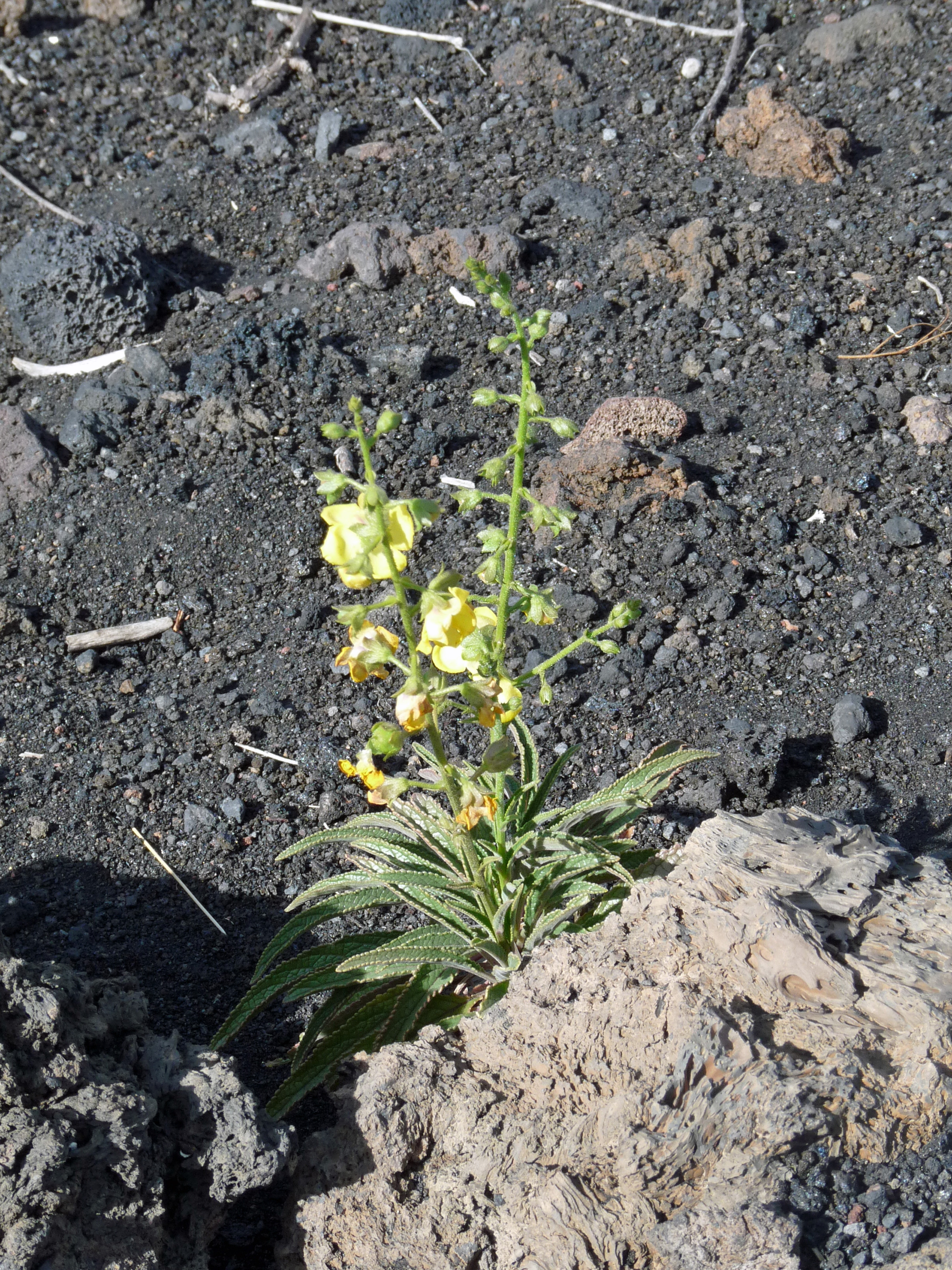
Verbascum cystolithicum
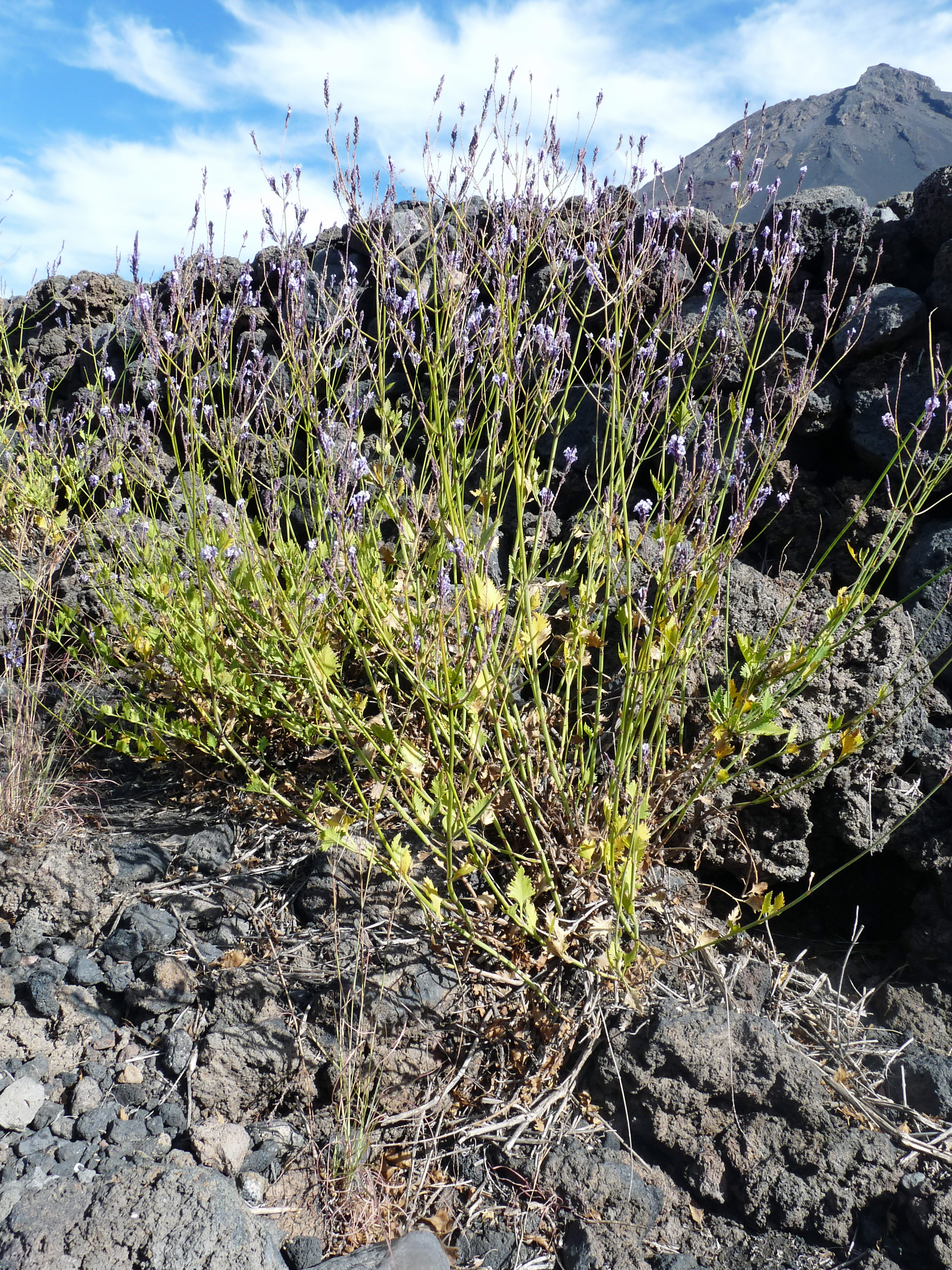
Lavandula rotundifolia
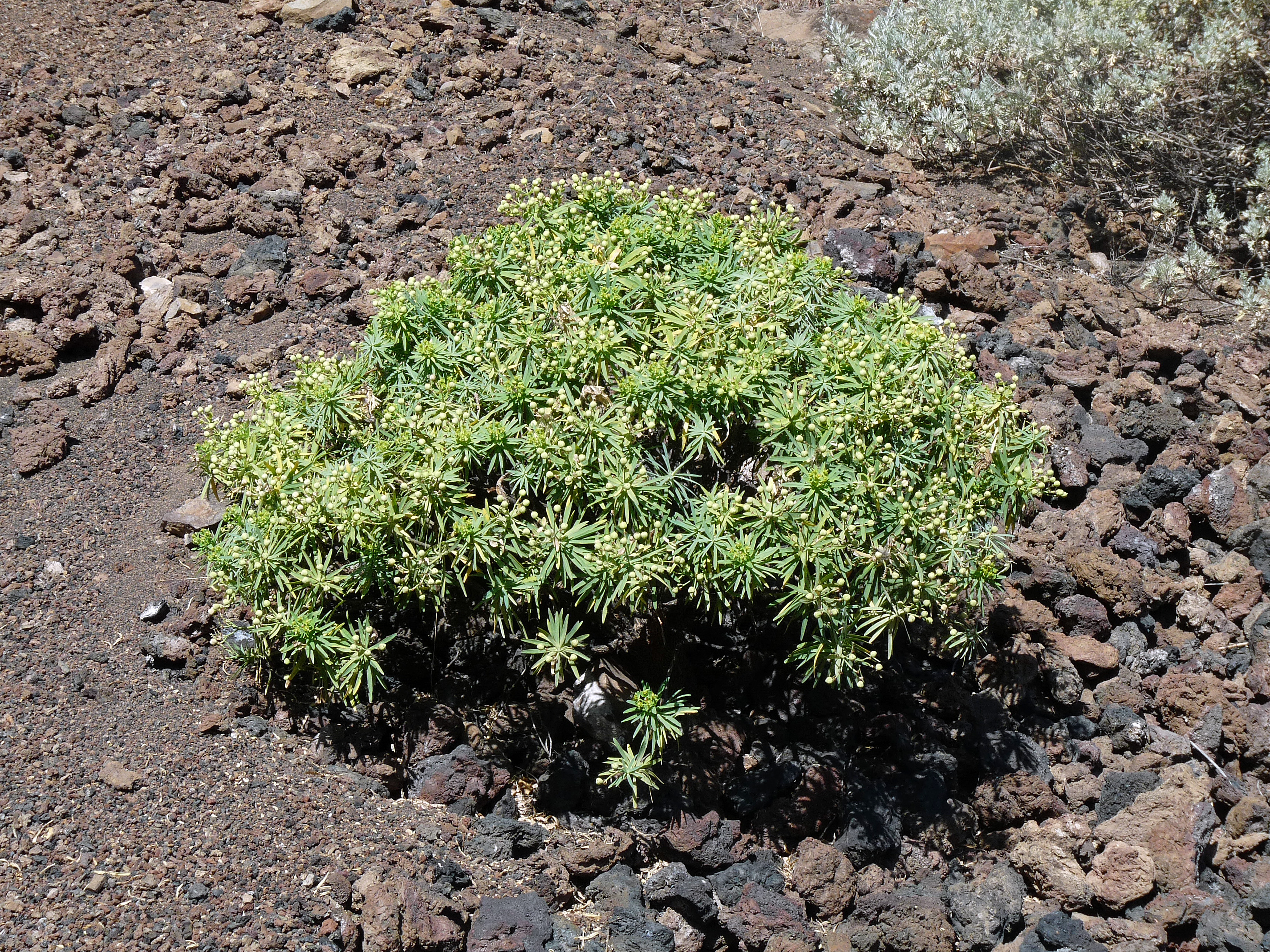
Euphorbia tuckeyana

## Economía
Donde la tierra no está cubierta de lava, los agricultores cultivan árboles frutales, granos y viñedos. Una cooperativa produce un vino local, el manecon, que no se envía a otros países.

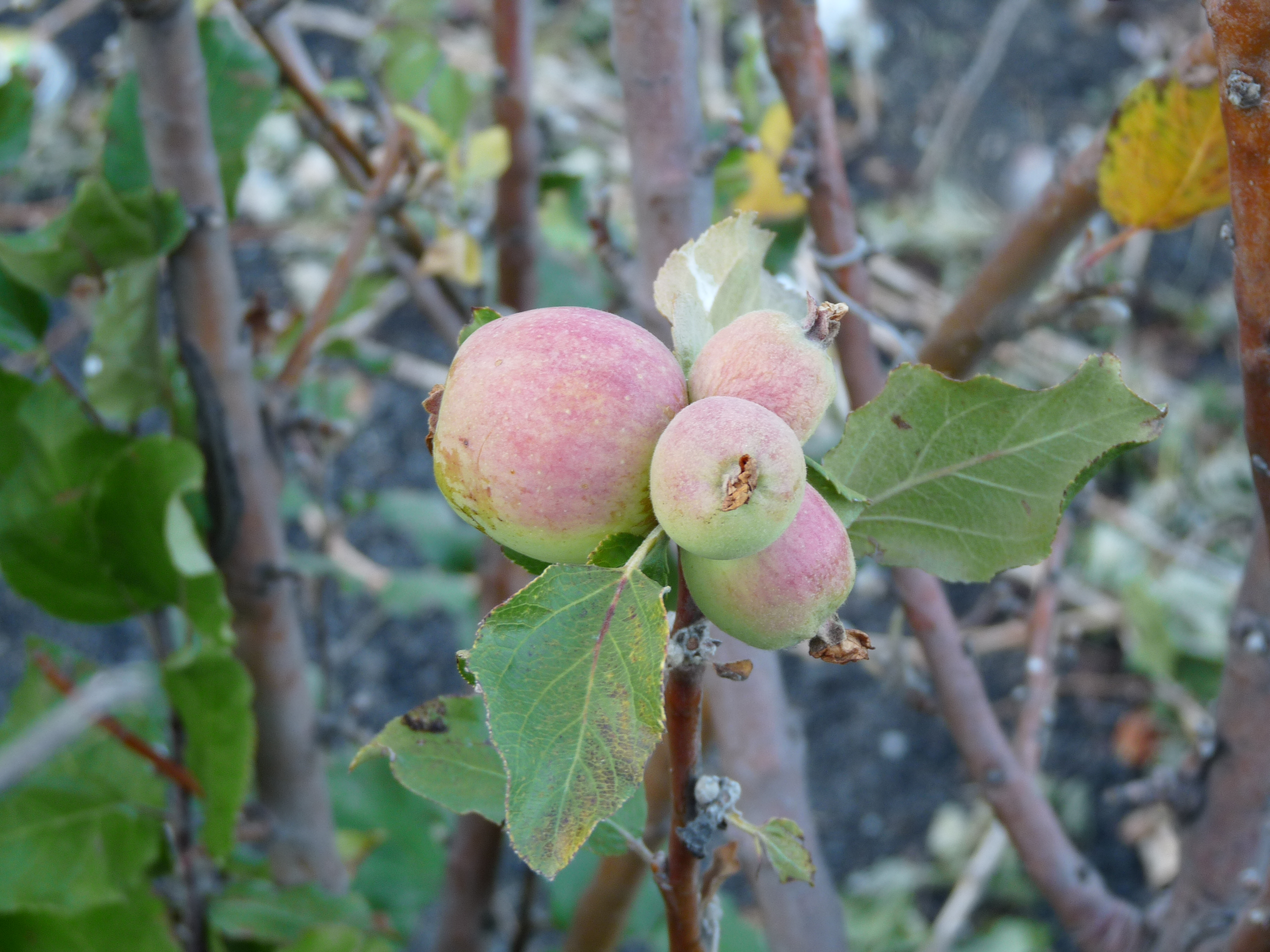
Manzano
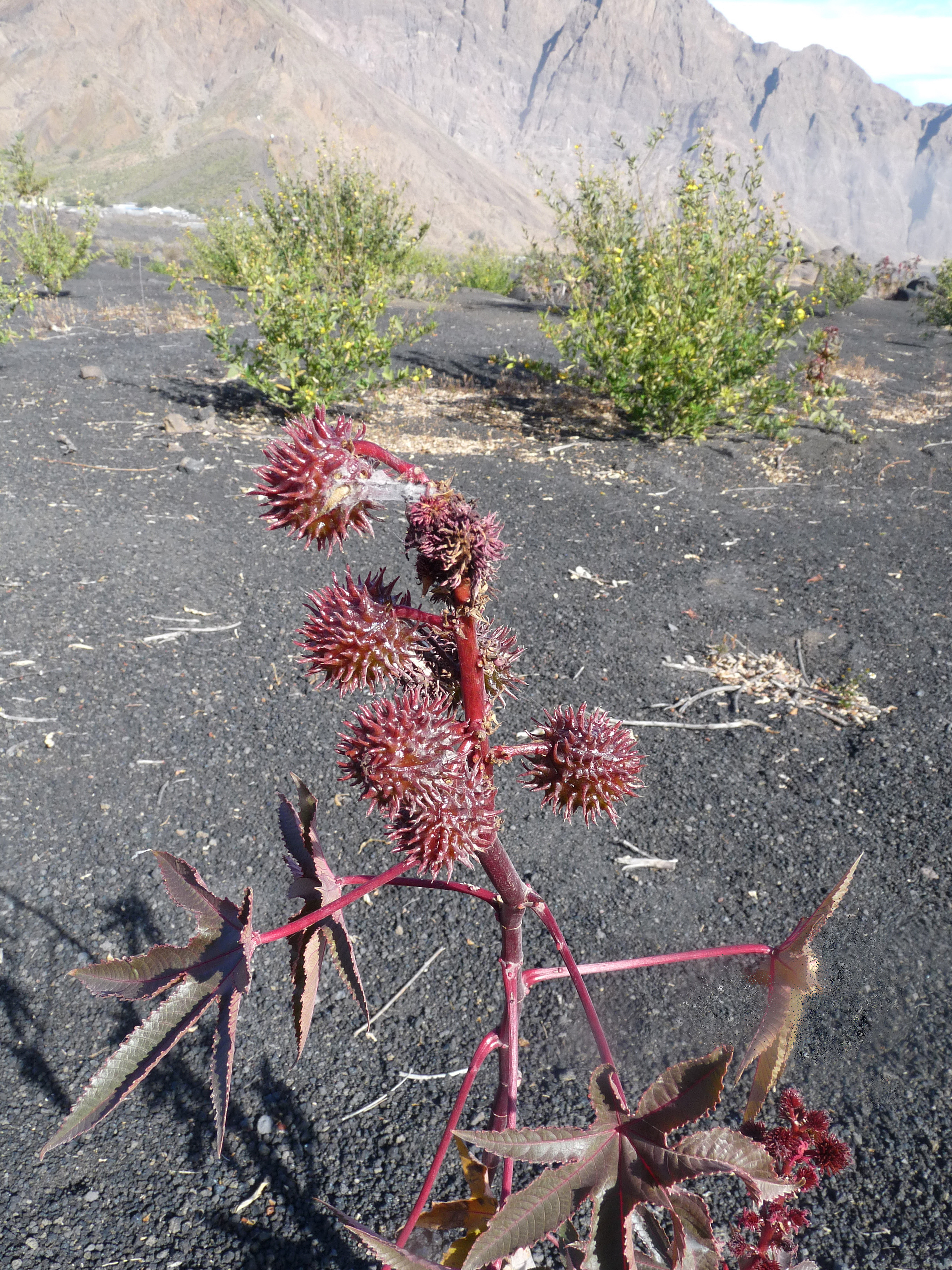
Ricino (Ricinus communis)
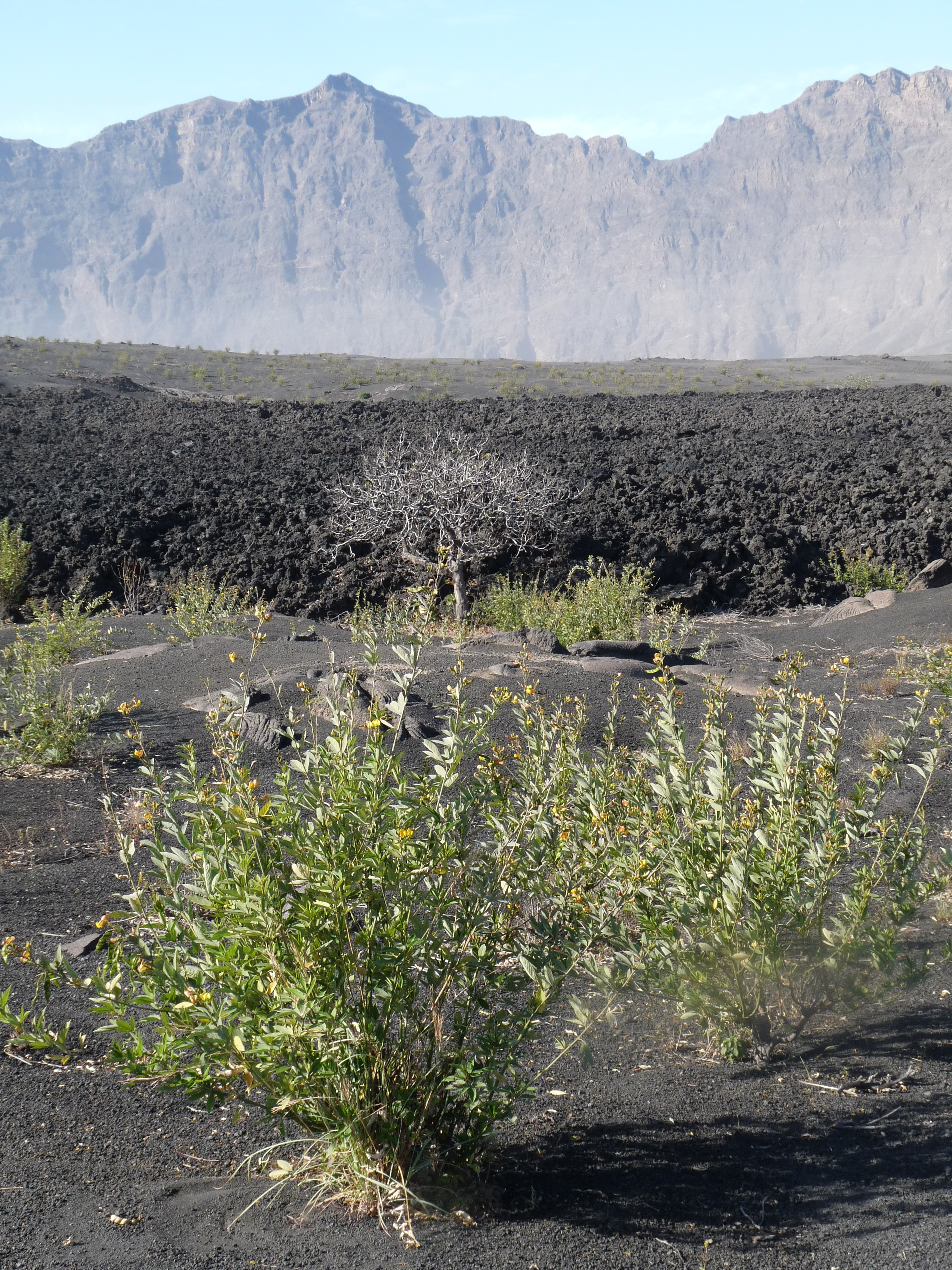
Cajanus cajan
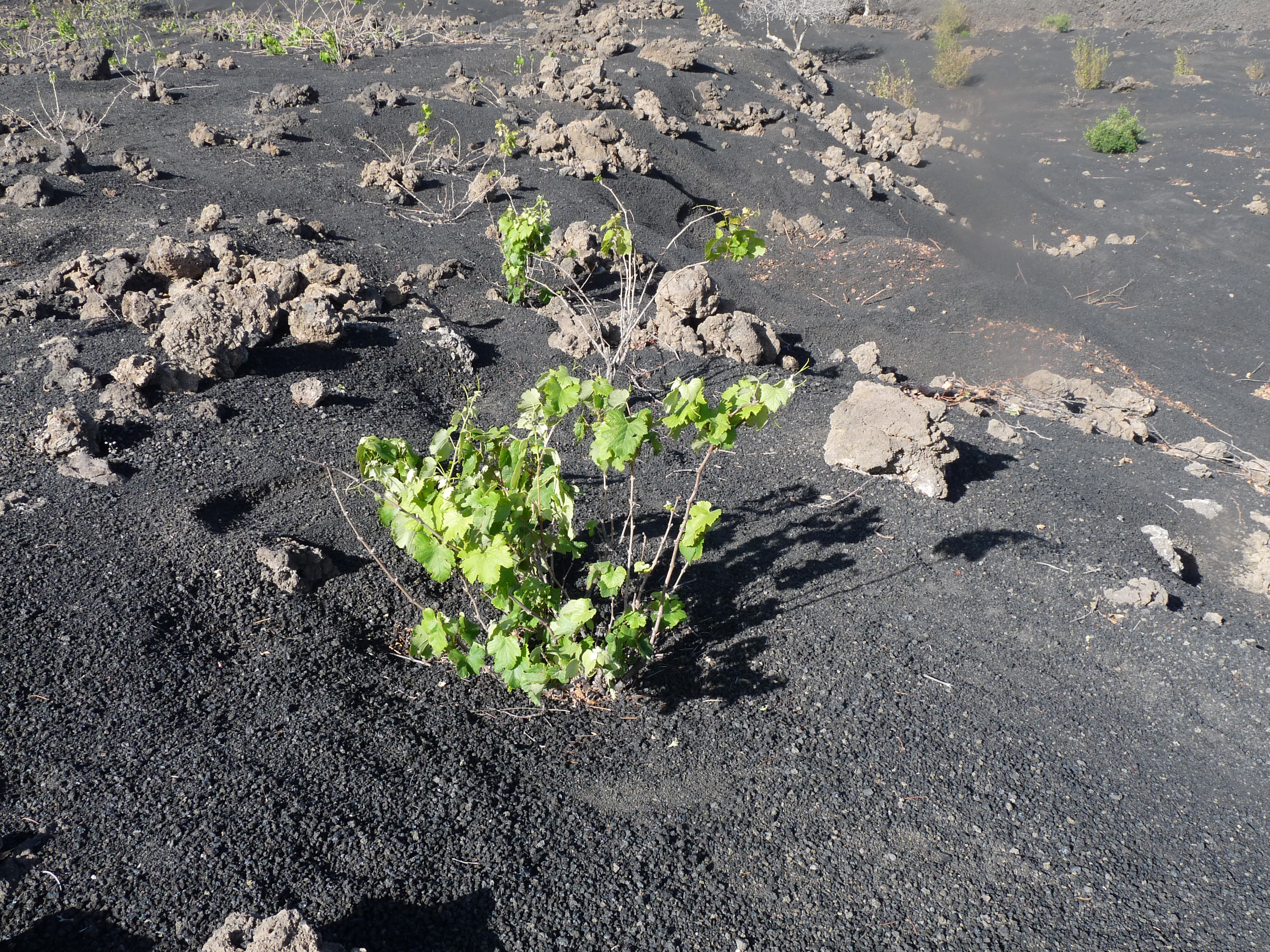
Vides (Vitis vinifera)

## Infraestructura
Una escuela tiene 98 estudiantes a fecha de 2021. El pueblo de Portela tiene dos iglesias, una católica y otra adventista.
En 2012 no había electricidad en los pueblos de Bangaeira y Portela, pero la conexión estaba prevista para 2016.No fue hasta 2019 cuando la luz llegó hasta los pueblos y cultivos de la zona.

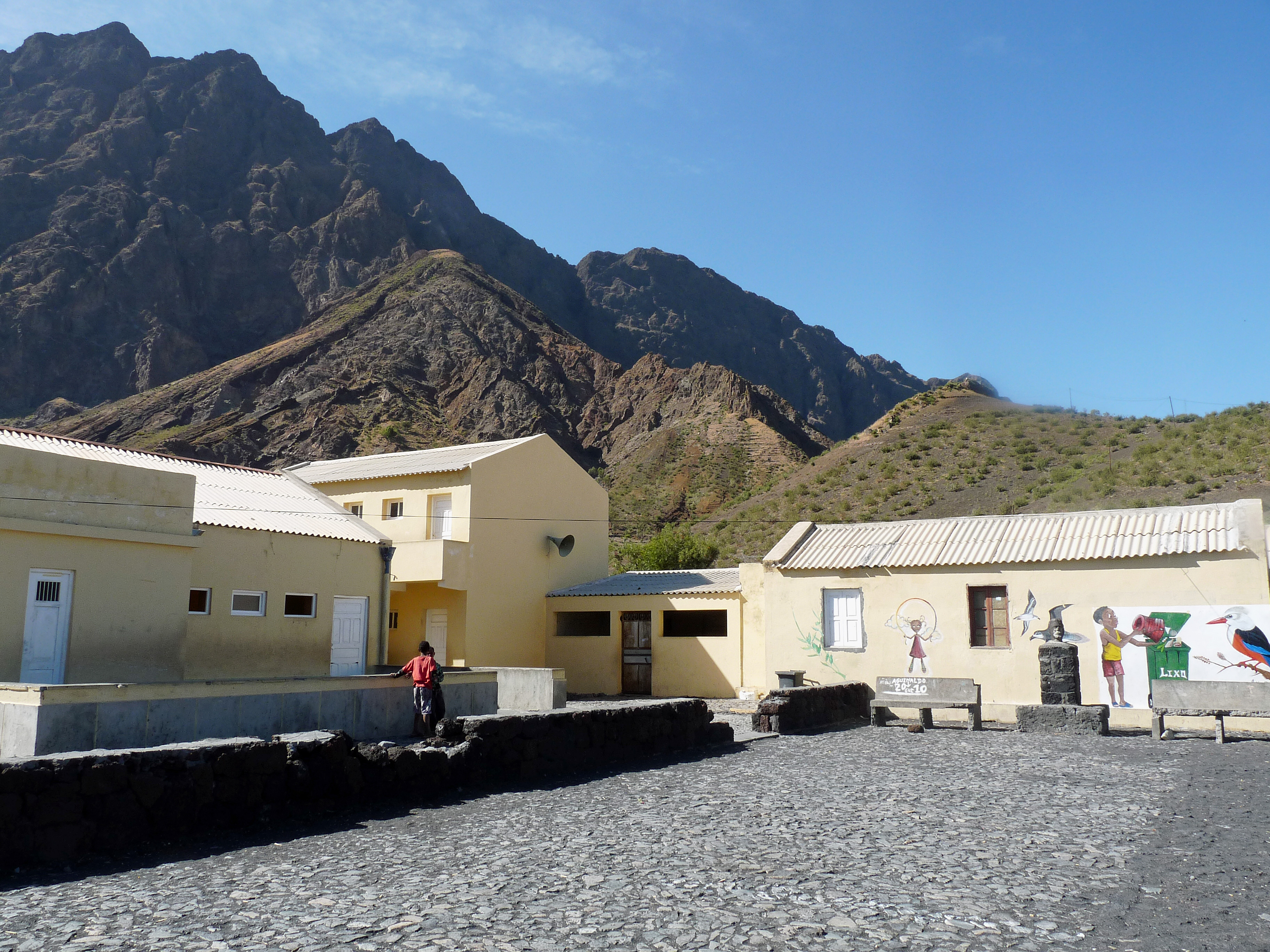
Escuela.
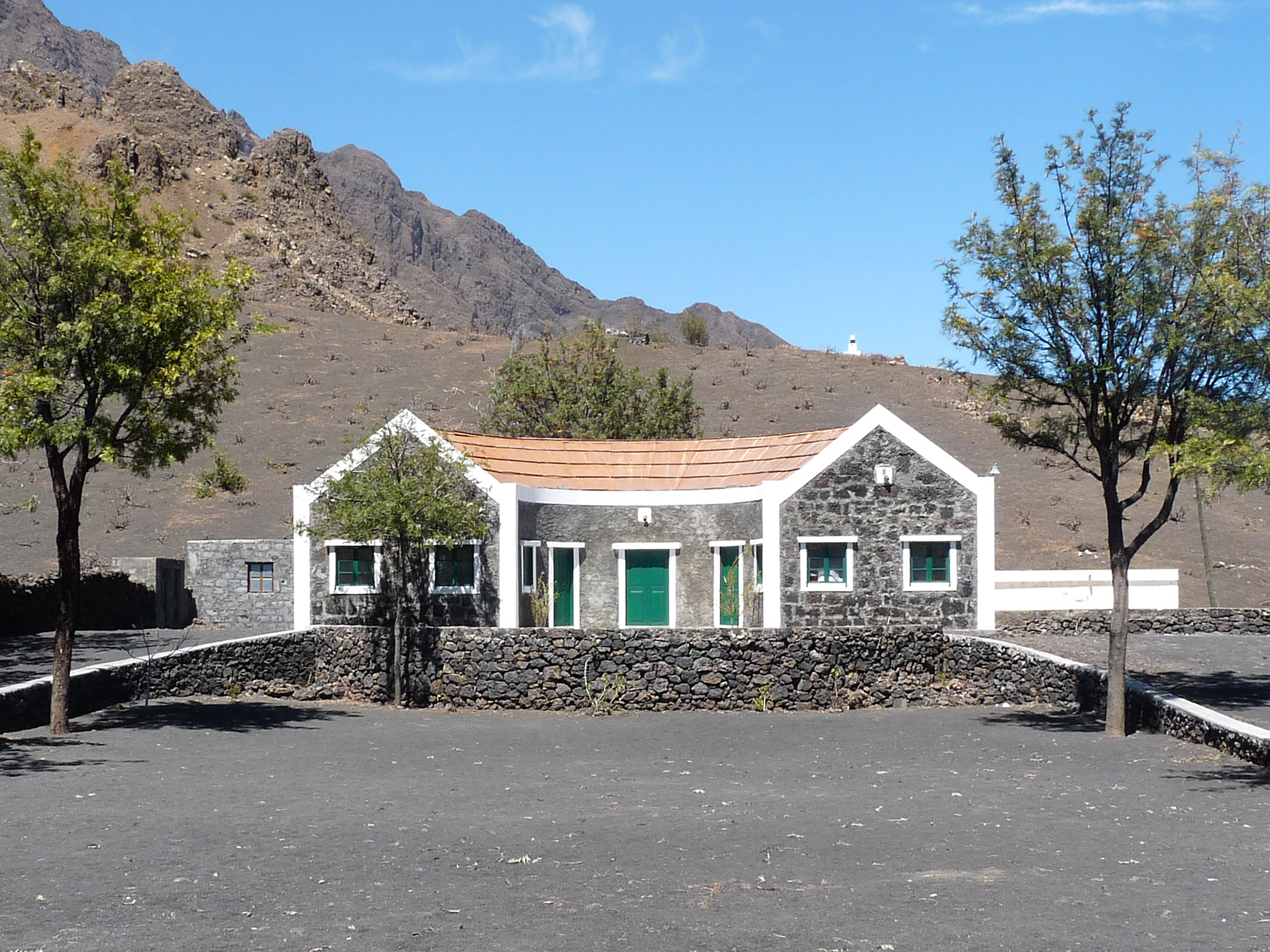
Iglesia católica.
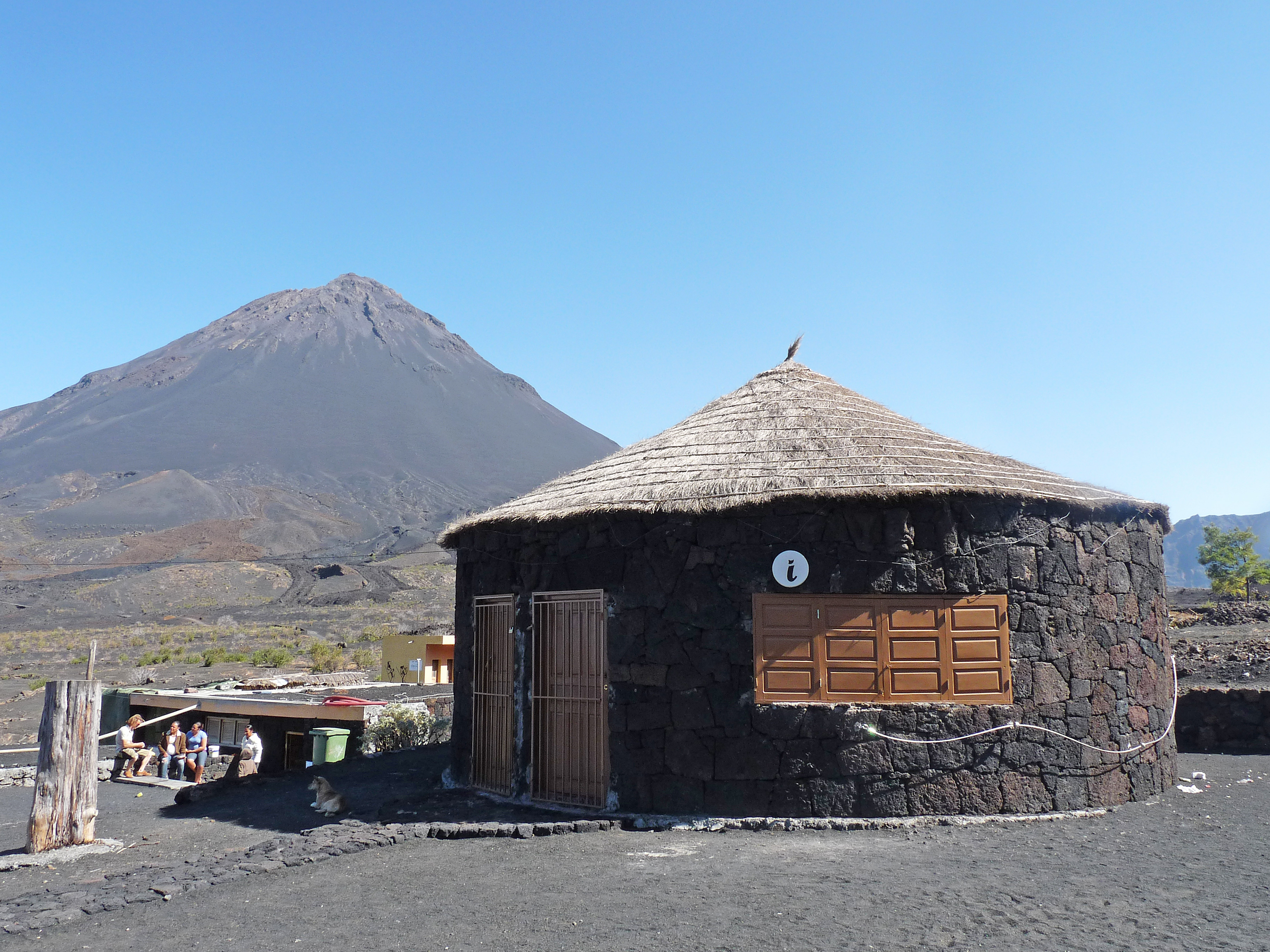
Oficina de Turismo.
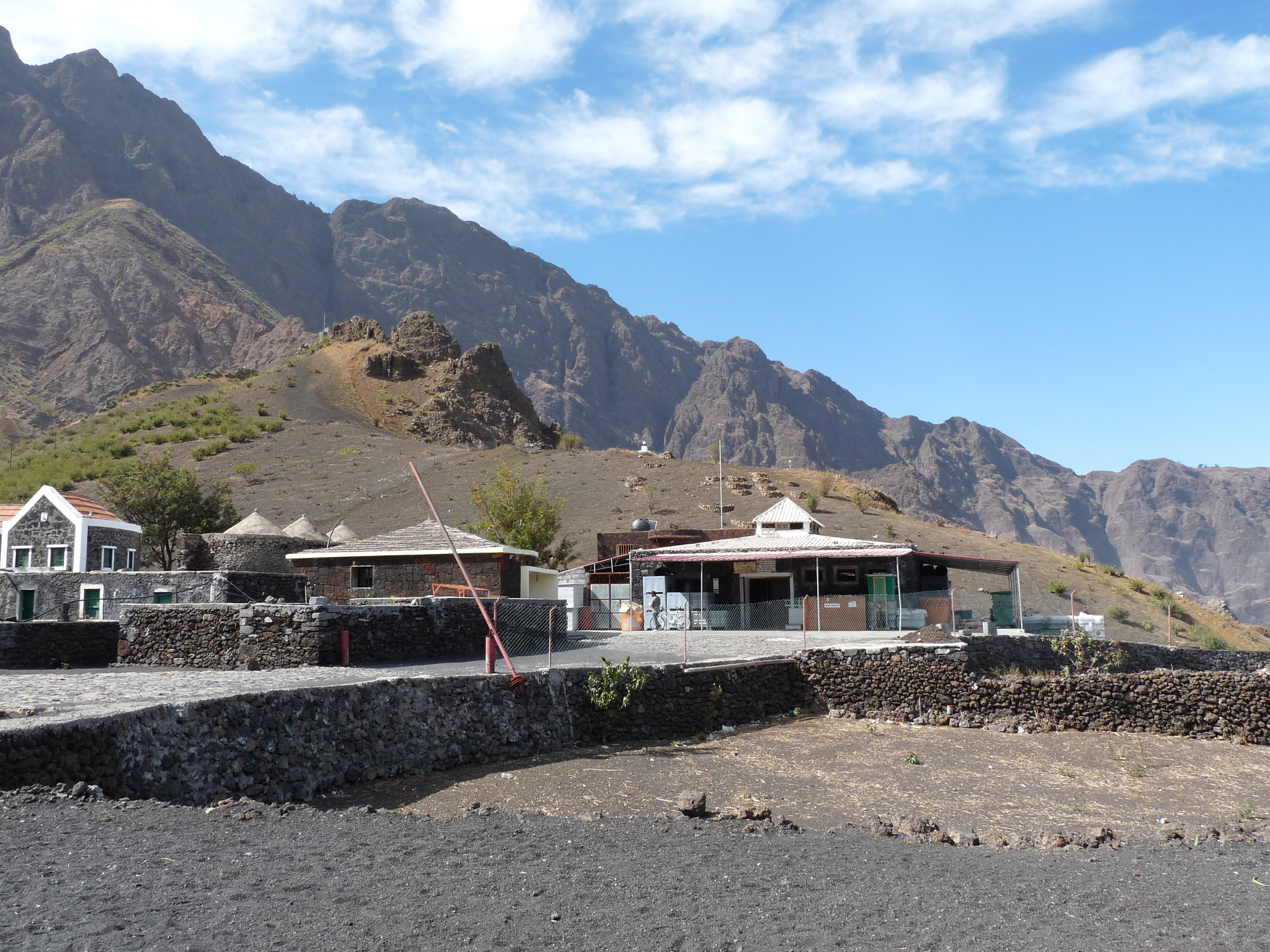
Cooperativa vinícola.